# Liberté de tester
Dans certains systèmes juridiques, la liberté de tester est une règle qui donne la possibilité au testateur de déshériter complètement les membres de sa famille et d'attribuer la dévolution de ses biens à n'importe quelle personne physique ou à n'importe quelle personne morale qui l'autorise dans ses statuts. Elle est associée aux systèmes juridiques de common law, tandis que les systèmes juridiques civilistes intègrent plus souvent une réserve héréditaire à leurs droits des successions.

## Droit par pays

### Canada

#### Provinces de common law
Au tournant du XXe siècle, la liberté de tester était quasi-totale dans les provinces de common law, sauf quant aux règles traditionnelles sur le douaire, qui donne à l'épouse survivante un tiers des terres détenues par l'époux décédé. Quand les provinces de l'Ouest canadien ont commencé à abolir le douaire à la fin du XIXe siècle, elles adoptent des lois qui donnent aux épouses survivantes un intérêt dans la propriété familiale (anglais : homestead). Les provinces de common law se sont ensuite inspirées d'une loi néo-zélandaise qui autorise les tribunaux à octroyer un montant d'argent aux personnes à charges du défunt dans des situations appropriées.

#### Québec
Au Québec, la liberté de tester a deux principaux tempéraments : le partage du patrimoine familial et la survie de l'obligation alimentaire. Ces tempéraments concernent le montant disponible dans le patrimoine du défunt, mais ne font pas obstacle au principe général que le testateur peut déshériter les membres de sa famille.

### États-Unis
Les règles relatives à la liberté de tester sont adoptées par les États des États-Unis. En règle générale, la majorité des États maintient une liberté de tester quasi-totale et rejette la tendance observée dans les autres pays de common law qui consiste à instituer certaines limites législatives modestes à la liberté de tester. Cette attitude des législateurs américains est renforcée par certaines décisions de la Cour suprême des États-Unis qui tendent à constitutionnaliser la liberté de tester. Seule la Louisiane dispose d'un système de réserve héréditaire.

### Royaume-Uni
Au Royaume-Uni, la liberté de tester était illimitée jusqu'à l'adoption de la  Inheritance (Family Provision) Act  de 1938, qui a depuis été remplacée par la Inheritance (Provision for Family and Dependants) Act  de 1975. Cette loi a introduit la règle de la disposition familiale, qui autorise les membres de la famille déshérités à demander au tribunal de leur octroyer un montant provenant de l'extérieur de la succession.